# Tillar
Tillar – miasto w Stanach Zjednoczonych, w stanie Arkansas, w hrabstwie Desha.